# Prozesseigner
Prozesseigner (auch Prozesseigentümer oder Prozessverantwortlicher, englisch process owner) ist ein Begriff aus dem Prozessmanagement und Qualitätsmanagement.
Der Prozesseigner ist der Verantwortliche für einen Prozess oder Teilprozess. Er wird von der verantwortlichen Leitung bestimmt und erhält von ihr die für seine Aufgabe erforderlichen Befugnisse (Entscheidungs-Kompetenzen und Ressourcen). Zu den Ressourcen gehören personelle (Mitarbeiter, Personentage), finanzielle (Budget), organisatorische (Räume, Kommunikationsmittel etc.) und zeitliche (Fristen). Sinnvollerweise wird derjenige zum Prozesseigner gemacht, der die meisten Mitarbeiter im Prozess hat oder der das meiste Interesse daran hat, dass der Prozess funktioniert. Laut einer Studie der Technischen Universität Graz im Jahr 2008, in der österreichische Industrieunternehmen befragt wurden, haben 56 % der befragten Unternehmen für jeden Geschäftsprozess Prozesseigner definiert. 16 % der befragten Unternehmen haben nur teilweise für ihre Geschäftsprozesse Prozesseigner festgelegt. 28 % der Unternehmen haben die Rolle des Prozesseigners gar nicht im Unternehmen implementiert.

## Verantwortung und Aufgaben
Der Prozesseigner ist verantwortlich für:
- Definition der Prozessgrenzen und des -umfanges mit anderen Prozesseignern (Abgrenzen des Prozesses)
- Führung der im Prozess verantwortlichen Mitarbeiter
- Planung und Einführung des Prozesses, Schulung und Training der Prozessteilnehmer
- erfolgreiche Durchführung des Prozesses
  - Erreichen der Prozessziele
  - geeignete Messgrößen und Messmittel (Kennzahlen)
- Zusammenarbeit mit den benachbarten Prozesseignern (Schnittstellen)
- kontinuierliche Prozessverbesserung (KVP): DMAIC, Six Sigma etc.
- vollständige und richtige Dokumentation des Prozesses
- Leiten von Teams zur Prozesserstellung und -fortentwicklung
- Überwachen und Auditieren
- Planung und Beantragung des zur Aufgabenerfüllung nötigen Budgets sowie der notwendigen Ressourcen

## Kenntnisse und Fähigkeiten
Grundlegend geforderte Kenntnisse und Fähigkeiten eines Prozesseigners sind das tiefergehende Verständnis über den Aufbau einer prozessorientierten Unternehmensstruktur. Die Vorteile wie auch die mit der Einforderung einer gewissen Prozesstreue einhergehenden Probleme eines Prozesses (Akzeptanz, Motivation, aber auch Schulung und Dokumentation) müssen bekannt sein. Kenntnisse der harten Prozessanforderungen (Normen, Gesetze, Kundenanforderungen, Input und Output etc.) wie auch der weichen Anforderungen (Unternehmenskultur, Mitarbeiterausbildung usw.) sind nötig. Der zielorientierte Umgang mit diesen Problemen erfordert Kenntnisse und Fähigkeiten aus dem Bereich Präsentation, Kommunikation, Führungserfahrung, Motivationstraining, Diskussion und Argumentation. Eine analytische Vorgehensweise ist zur Prozessanalyse erforderlich. Im Zuge von Schulungen werden vom Prozesseigner Tätigkeiten eines Trainers abverlangt. Prozesseinführung und -verbesserungen erfordern Kenntnis im Projektmanagement zur Strukturierung von anstehenden Aufgaben und Abschätzung der entsprechenden Aufwendungen und Ressourcen.
Grundlegende fachliche Kenntnis des durch die Prozesslandschaft beschriebenen Fachgebietes runden das Anforderungsprofil ab.

## Rahmenbedingungen
Ein Prozesseigner ist als isolierter Aufgabenträger allein nicht handlungsfähig. Neben den oben angeführten Aufgaben, die er durch die genannten Kenntnisse und Fähigkeiten optimal erfüllen könnte, sind gewisse Rahmenbedingungen nötig. Erst deren Erfüllung ermöglicht dem Prozesseigner die vollumfängliche Wahrnehmung seiner Aufgaben.
Verantwortung der Leitung
Die Firmenleitung muss die Einführung einer prozessorientierten Unternehmensstruktur fordern und fördern und sich hierzu bekennen.
Freistellung
der Prozesseigner muss für die Erfüllung seiner Aufgaben vom Tagesgeschäft freigestellt werden. Dies kann durchaus bis zu 25 % der regelmäßigen Arbeitszeit ausmachen.
Bereitstellung von Ressourcen
Zeit, Geld, Mitarbeiter, Maschinen, Material, Kommunikationsmittel, Rechenkapazität, Fortbildung.
Erteilung von Kompetenzen
Dem Prozesseigner müssen die zur Aufgabenerfüllung notwendigen Kompetenzen eingeräumt werden, z. B. Entscheidungskompetenz, Einsichtnahme in Daten, Weisungsbefugnis etc.
Bereitstellung von Team-Ressourcen
Der Prozesseigner muss auch Ressourcen zur Bildung eines Prozess-Teams bereitgestellt bekommen, das entsprechende Aufgabenpakete abarbeitet. Prozess-Verbesserung ist Teamarbeit.
Bereitstellung von Bereichs-Ressourcen
Die Schulung von Mitarbeitern in Prozessen erfordert deren Teilnahme an entsprechenden Veranstaltungen. Auch dieser Aufwand muss einkalkuliert werden.
Der Prozesseigner wird von einem Prozessteam unterstützt, also von Personen, die Verantwortung für Teilprozesse übernehmen.
Beispiel: Für den Prozess Beschaffung ist idealerweise der Leiter der Beschaffung / des Einkaufs der Prozesseigner. Dieser Prozess besteht aus Teilprozessen wie Lieferantenverträge, Bestellung, Wareneingangsprüfung und Warenlager. In diesen Teilprozessen arbeiten die Mitglieder des Prozessteams. Zuständigkeiten und Schnittstellen sind im Idealfall klar geregelt.

## Weitere Rollen
Prozesskunden sind alle Personen und Organisationen, die ein Ergebnis (Output) aus diesem Prozess erhalten. Am Beispiel Beschaffung beispielsweise die Produktion oder Fertigung, die fehlerfreies Zuliefermaterial verarbeiten möchte.
Prozessnutzer (Prozessbeteiligte) sind alle Personen, welche gemäß der Prozessbeschreibung handeln.